# Соросовский профессор
Со́росовский профе́ссор (звание Почётный Соросовский профессор) — лауреат премии Фонда Сороса, Международной соросовской программы образования в области точных наук (англ. International Soros Science Education Program, ISSEP), для профессоров в нескольких постсоветских странах, включая Россию. Лауреату ежемесячно в течение одного года выплачивалась денежная премия.
Наряду с конкурсом на звание «Соросовский профессор» проводились конкурсы на звание «Соросовский студент», «Соросовский учитель», «Соросовский аспирант» и «Соросовский доцент». Информация о конкурсах размещалась в издании Соросовский образовательный журнал.
Эти и некоторые другие мероприятия программы Фонда Сороса осуществлялись в период, когда наука в постсоветских странах находилась в чудовищном состоянии: ученым буквально не хватало на физиологическое выживание. Поэтому получение гранта Соросовского профессора нередко означало для учёного не только признание его заслуг, но и настоящее
спасение в критический момент.
Почётное звание «Соросовский профессор» имели некоторые академики и члены-корреспонденты РАН.

## История

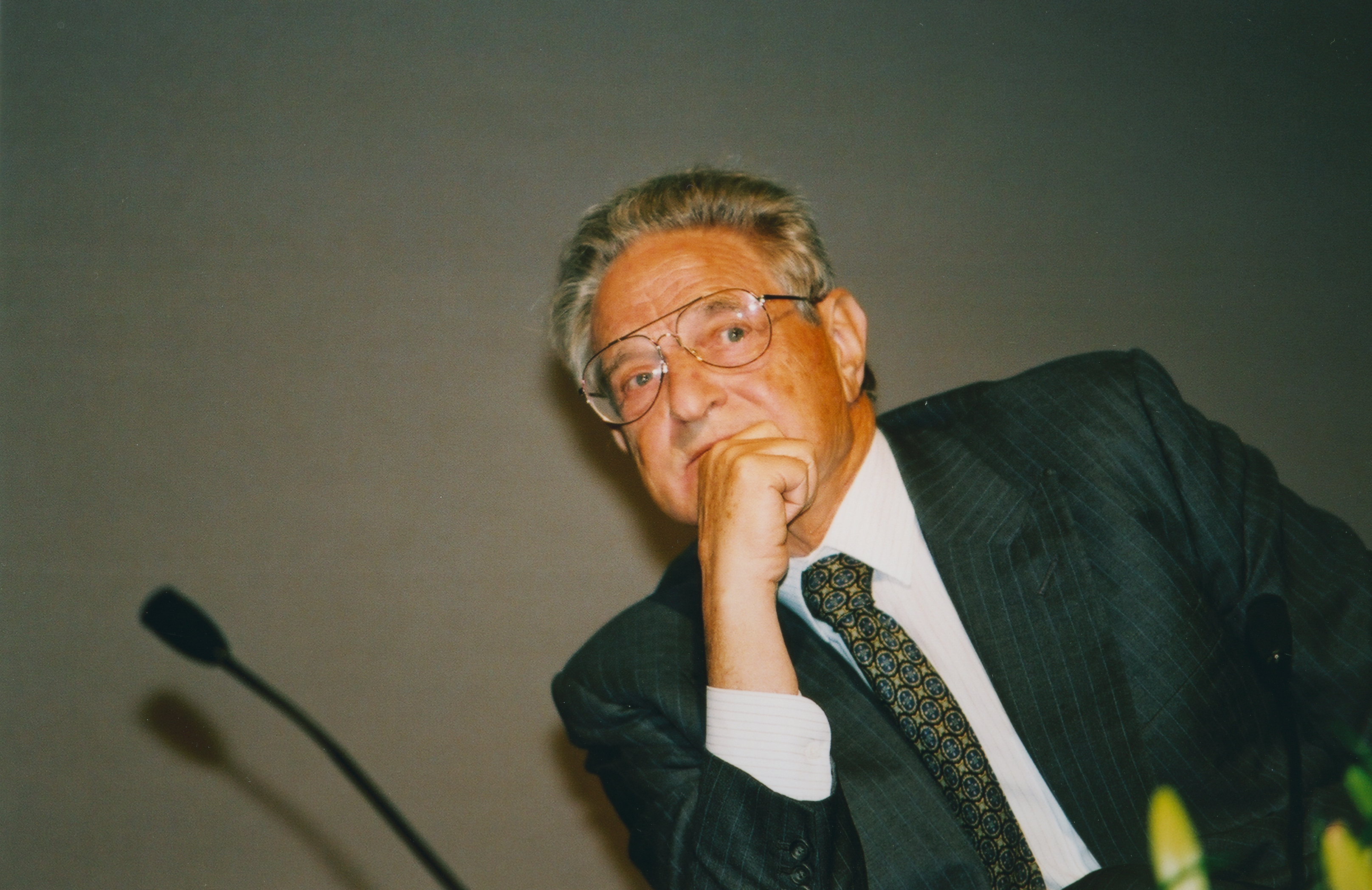
George Soros, 2002

Американский миллиардер Джордж Сорос 15 февраля 1994 года заявил о создании Международной соросовской программы образования в области точных наук (ISSEP), для выявления и поддержки лучших учителей, студентов, аспирантов, доцентов и профессоров, активно работающих в области физики, химии, математики, биологии и наук о Земле. В реализации программы активное участие принял депутат Государственной Думы РФ Николай Николаевич Воронцов.
С помощью этой системы грантов Джордж Сорос пытался стимулировать российское, украинское, белорусское и грузинское правительства к возобновлению финансовой помощи работникам научной и образовательной сферы во времена перестройки. Идея проекта заключалась в поддержке работников умственного труда посредством выплаты грантов. Поначалу средства выделялись целиком из Фонда Сороса, но впоследствии предполагалось подключение и государственного финансирования вышеуказанных стран. Сорос настаивал, что такое подключение необходимо как свидетельство, что замысел Программы и механизмы её работы поддерживаются обществом тех стран, где Программа функционирует, и отражают интересы этих государств.
В Москве после завершения Соросовской программы её место фактически занял Грант Москвы в сфере образования.

## Условия
Конкурс на грант и звание «Соросовский профессор» проводился на основе опроса студентов вузов и компьютерного анализа таких показателей претендента, как публикации, научное руководство исследовательскими проектами, воспитание новых научных кадров, индекс цитирования работ, научные награды и ранее полученные гранты. Проект конкурсных условий и механизма проведения самих конкурсов был разработан председателем Правления Программы профессором В. Н. Сойфером и утверждён решением Правления в 1994 году. В конкурсе могли участвовать преподаватели, удовлетворяющие обязательным условиям, среди которых наличие учёного звания профессора или должности профессора, чтение самостоятельно (без замен другими преподавателями) полных курсов лекций и/или ведение семинаров не менее чем 24 студентам вузов по дисциплинам, относящимся к сфере точных наук (физика и астрономия, химия, биология, математика, науки о Земле), и общим объёмом не менее 84 академических часов в расчёте на год.
Размер профессорского гранта составлял 500 USD/месяц (при обычной зарплате в России в то время около 20 долларов).

## Критика
Существует мнение, обусловленное деятельностью Сороса в последующие годы, что программа была направлена на создание положительного образа западной науки и образования, на усиление утечки мозгов из России. Однако многие учёные, учителя и общественные деятели встали на защиту программ Сороса. По итогам обсуждения в Государственной Думе 16 марта 1995 года была принята резолюция № 3.5-403 с благодарностью Джорджу Соросу за его благотворительную деятельность в России.